# Unia
Unia is een Belgische onafhankelijke interfederale openbare instelling die discriminatie bestrijdt en gelijkheid bevordert.

## Geschiedenis

### Oprichting
Het Centrum werd onder de naam Centrum voor gelijkheid van kansen en voor racismebestrijding opgericht bij wet van 15 februari 1993, met als doel discriminatie te bestrijden. Daarmee volgde het het Koninklijk Commissariaat voor de Migranten (1989-1993) op, waarmee Paula D'Hondt belast was geweest. Er was een nood aan een permanente structuur om rassendiscriminatie te bestrijden en om gelijke kansen en integratie te bevorderen. Het Centrum is bij wet opgericht en krijgt haar opdrachten mee van het parlement.

### Meer bevoegdheden
In 2003 krijgt het Centrum van de wetgever de opdracht om de overheid te informeren over de aard en de grootte van de migratiestromen en om te waken over het respect van de grondrechten van vreemdelingen. In datzelfde jaar wordt het Centrum door de Wet van 25 februari 2003 ter bestrijding van discriminatie ook bevoegd voor zogenoemde 'niet-raciale' vormen van discriminatie op grond van een handicap, seksuele geaardheid, leeftijd, geloof of overtuiging, een fysieke eigenschap enzovoort.
Met de Wet van 10 mei 2007 ter bestrijding van bepaalde vormen van discriminatie die de Europese richtlijn 2000/78/EG over gelijke behandeling in arbeid en beroep omzet, worden het algemene kader ter bestrijding van discriminatie in België en de taken van het Centrum verder uitgebreid.
In 2011 besloten de federale overheid, de gemeenschappen en de gewesten van België om Unia aan te wijzen als onafhankelijke instantie, verantwoordelijk voor de uitvoering, de bescherming en de opvolging van de uitvoering van het VN-verdrag inzake de Rechten van Personen met een Handicap.
In 2013 werden de opdrachten van het Centrum verdeeld over het Interfederaal Gelijkekansencentrum (Unia) en het Federaal Migratiecentrum (Myria). In het kader van de staatshervorming veranderde de rol en het statuut van het Centrum. De bevoegdheden werden uitgebreid tot die van de gewesten en gemeenschappen en het Centrum kreeg dus een interfederaal karakter.
In 2018 is Unia internationaal erkend als nationaal mensenrechteninstituut (NMRI met status B). In deze rol verdedigt het de mensenrechten in het kader van al zijn opdrachten en werkt het ook mee aan de evaluatie van België op het gebied van de mensenrechten.

### Afscheiding Vlaanderen
Op 6 juli 2022 besliste de Vlaamse Regering om uit Unia te stappen, en een eigen centrum op te richten verantwoordelijk voor de Vlaamse bevoegdheden. Dit leidde tot de start van het Vlaams Mensenrechteninstituut op 15 maart 2023.

## Opdrachten
De opdrachten van Unia werden op 3 april 2014 vastgelegd in een samenwerkingsakkoord tussen de federale overheid, de gewesten en de gemeenschappen.
De hoofdopdrachten van Unia zijn: 
- Het bevorderen van de gelijkheid van kansen, het omgaan met de diversiteit in onze samenleving en het bestrijden van elke vorm van discriminatie op grond van een van deze 17 discriminatiecriteria: zogenaamd menselijk ras, huidskleur, afkomst, nationaliteit, nationale of etnische afstamming, seksuele oriëntatie, burgerlijke staat, sociale positie, geboorte, vermogen, leeftijd, geloof of levensbeschouwing, gezondheidstoestand, politieke overtuiging, syndicale overtuiging, handicap of fysieke of genetische eigenschap.
- De taken vervullen die voorzien zijn in artikel 33 van het VN-verdrag inzake de rechten van personen met een handicap.

Unia is onder andere ook bevoegd om: 
- Studies en onderzoeken uit te voeren die noodzakelijk zijn voor de uitvoering van die opdrachten.
- Onafhankelijke adviezen en aanbevelingen te geven aan overheden, privé-instellingen en personen.
- Personen bij te staan die raad vragen in verband met hun rechten en verplichtingen.
- Instellingen, organisaties en rechtshulpverleners te ondersteunen en te begeleiden.
- Sensibiliseringsacties te organiseren.
- In rechte op te treden bij specifieke rechtsgeschillen.

Unia is niet bevoegd voor:
- geslacht. In België is een specifiek orgaan opgericht voor kwesties rond de gelijkheid tussen vrouw en man en discriminatie op basis van het geslacht (met inbegrip van transgenders): het Instituut voor de gelijkheid van vrouwen en mannen.
- taal. Voor dit criterium is aan geen enkel overheidsorgaan een specifieke bevoegdheid toegewezen.

## Bestuur

### Directie
Els Keytsman en Patrick Charlier staan aan het roer van Unia en werden op 1 februari 2016 benoemd tot mededirecteuren van Unia voor een mandaat van 6 jaar.
Meer dan tien jaar lang was Johan Leman de eerste Vlaamse directeur; het Centrum was daarom beter bekend als het Centrum-Leman. In augustus 2003 nam Leman ontslag omdat hij het niet eens was met de toegenomen politisering van het Centrum. Hij werd opgevolgd door Jozef De Witte, die tot dan actief was bij 11.11.11. De Witte bleef directeur tot juni 2015.

### Raad van bestuur
De raad van bestuur is samengesteld uit 17 leden en twee covoorzitters. Ze zijn benoemd voor 6 jaar en de raad van bestuur is als volgt samengesteld:
- 10 leden aangeduid door de federale Kamer van volksvertegenwoordigers (5 Nederlandstaligen en 5 Franstaligen);
- 11 leden aangeduid door de gemeenschappen en gewesten:
  - 2 leden worden aangeduid door het Waals Parlement;
  - 2 leden worden aangeduid door het Parlement van de Franse Gemeenschap;
  - 2 leden worden aangeduid door het Brussels Hoofdstedelijk Parlement (één Nederlandstalige en één Franstalige);
  - 1 lid aangeduid door het Parlement van de Duitstalige Gemeenschap, dat enkel deelneemt aan beslissingen over zaken die betrekking hebben op de Duitstalige Gemeenschap.

Met uitzondering van het Duitstalig lid, bestaat de raad van bestuur dus uit 16 leden met zowel verplichte genderpariteit als taalpariteit.
Shaireen Aftab en David Quinaux zijn de twee covoorzitters van Unia. Ze werden op de vergadering van 20 mei 2021 verkozen door de raad van bestuur.